# Petraq Qafëzezi
Petraq Qafëzezi (ur. 1935 w Korczy) – albański lotnik i pisarz. Jego autobiografia pod tytułem Bonjakët stała się inspiracją do filmu Czerwone maki na murze (alb. Lulëkuqet mbi mure), sam Qafëzezi był także scenarzystą tejże produkcji.